# Jacek Arlet
Jacek Arlet (Cracovia, 19 giugno 1922 – Varsavia, 13 novembre 2011) è stato un cestista polacco.

## Carriera
Ha disputato due edizioni dei Campionati europei (1946, 1947) con la Polonia.